# Thomas Chastain
Thomas Chastain (17. ledna 1921 Sydney – 1. září 1994 Manhattan) byl americký spisovatel – autor kriminálních románů. Nejvíce se proslavil svým bestsellerem Who Killed the Robins Family? And Where and When and Why and How Did They Die? a také pokračováním tohoto díla. V roce 1989 zastával funkci prezidenta organizace Mystery Writers of America. Byl známý také jako Nick Carter a Thomas Chastain, Jr.

## Kariéra
Chastain se narodil v Kanadě, ale vyrůstal na jihu Spojených států. Navštěvoval Univerzitu Johnse Hopkinse a pracoval v Baltimoru ve státě Maryland a v New Yorku jako autor textů pro noviny, časopisy a reklamu.
Chastain působil jako autor kriminálních románů a detektivek od roku 1962, kdy vyšlo jeho první dílo Judgment Day. V roce 1974 se stal spisovatelem na plný úvazek, před úspěchem těchto románů napsal Chastain sérii kriminálních románů, v nichž vystupuje Max Kauffman, zástupce vrchního inspektora newyorské policie.
Jeho nejznámější dílo Who Killed the Robins Family? And Where and When and Why and How Did They Die? (1983) je detektivní román o vraždě bohaté rodiny majitelů kosmetické firmy, v němž nebylo odhaleno řešení záhady. Čtenáři měli hádat, kdo zločiny spáchal, a své odhady zaslat nakladateli. První čtenář, který pachatele správně uhodl, obdržel finanční odměnu. Čtyři manželské páry z Denveru správně odpověděly na 39 ze 40 otázek v knize a vyhrály cenu 10 000 dolarů. Knihy se prodalo přes milion výtisků a v lednu 1984 se dostala na první místo žebříčku bestsellerů The New York Times. Vyšlo i pokračování románu s názvem The Revenge of the Robins Family (1984).
V roce 1989 působil jako prezident organizace Mystery Writers of America. Chastain je autorem několika dalších románů včetně Pandora's Box (1974), Where the Truth Lies (1988) s Helen Hayesovou a The Prosecutor (1992). V průběhu své kariéry pracoval také jako novinový reportér a redaktor. Se Samem Simonem je autorem námětu dílu seriálu Simpsonovi Černý vdovec.
Chastain zemřel 1. září 1994 ve věku 73 let na rakovinu plic v nemocnici Lenox Hill na Manhattanu. Až do své smrti byl ženatý s Louisou a měl bratra a sestru.